# A tu merced
«A tu merced» es una canción del cantante puertorriqueño Bad Bunny de su segundo álbum de estudio YHLQMDLG (2020). La canción fue escrita por Benito Martínez, Henry De La Prida, José Cruz, Freddy Montalvo y Ezequiel Rivera con EZ Made da Beat, Prida y Súbelo NEO a cargo de la producción.

## Promoción y lanzamiento
El 28 de febrero de 2020, Bad Bunny anunció su tercer álbum de estudio que se reveló como YHLQMDLG durante su actuación y aparición como invitado en The Tonight Show Starring Jimmy Fallon, que se lanzó al día siguiente.

## Desempeño comercial
Tras el lanzamiento de YHLQMDLG, «A tu merced» se ubicó en el puesto 15 en la lista Hot Latin Songs de EE. UU. en la fecha de emisión del 14 de marzo de 2022, sin ingresar al Billboard Hot 100. En España, «A tu merced» alcanzó el puesto 32.

## Visualizador de audio
Un video visualizador de la canción se subió a YouTube el 29 de febrero de 2020, junto con los otros videos visualizadores de las canciones que aparecieron en YHLQMDLG.

## Posicionamiento en listas
| Lista (2020)                        | Mejor posición |
| ----------------------------------- | -------------- |
| Bolivia (Billboard)                 | 20             |
| Chile (Billboard)                   | 21             |
| Colombia (Billboard)                | 21             |
| Ecuador (Billboard)                 | 10             |
| Global 200 (Billboard)              | 152            |
| México (Billboard)                  | 14             |
| Perú (Billboard)                    | 13             |
| España (PROMUSICAE)                 | 32             |
| EE. UU. Hot Latin Songs (Billboard) | 15             |